# Майерс, Диана
Диана Майерс (англ. Diana Myers, урождённая Диана Владимировна Абаева; 1937, Москва — 22 июня 2012) — британский филолог российского происхождения. Осетинка по национальности.
Родилась за несколько месяцев до того, как её отец, юрист, был расстрелян. Выросла в Грузии, поступила в 1955 г. на филологический факультет Московского университета, годом позже перевелась в новосозданный Институт восточных языков в составе МГУ, где изучала персидский и арабский языки. С 1965 г. работала в Институте востоковедения, изучая историческую этимологию иранских языков.
Выйдя замуж за английского переводчика русской литературы Алана Майерса, в 1967 г. оказалась в Великобритании. Работала переводчиком, преподавала в Илингском колледже (ныне Университет Западного Лондона). В 1972—1998 гг. преподаватель Школы славянских и восточноевропейских исследований Университетского колледжа Лондона. В 1987 г. защитила докторскую диссертацию «Пространство, время и искусство в поэтическом восприятии Мандельштама (1908—1925)» (англ. Time, space and art in Mandelstam’s poetic perception). В 1991 г. была одним из организаторов юбилейной научной конференции к 100-летию Мандельштама в Лондоне (материалы конференции изданы отдельной книгой «Столетие Мандельштама. Материалы симпозиума», 1994). Майерс была автором ряда других публикаций и научных докладов, связанных с творчеством Мандельштама.
Со времён своей работы в Ленинграде Диана Майерс была дружна с Иосифом Бродским. Ей (единолично или вместе с мужем) посвящён ряд стихотворений Бродского, в том числе цикл «В Англии» (1977). После развода супругов Майерс в 1987 г. Бродский помог Диане с приобретением новой квартиры в Лондоне и в дальнейшем всегда останавливался у неё во время приездов в город. В личном архиве Майерс отложилось значительное количество важных материалов, связанных с Бродским; приобретение этого архива в 2016 году Гуверовским институтом, по мнению представителей института, превращает институт в один из крупнейших мировых центров по изучению наследия нобелевского лауреата.